# Eikelbekertje
Het eikelbekertje (Ciboria batschiana) is een schimmel behorend tot de familie Sclerotiniaceae. Het groeit op eikels.

## Kenmerken
Uiterlijke kenmerken
De vruchtlichamen zijn vaak verschillende apothecia die bij elkaar staan, die 0,5 tot 2 cm groot zijn, met een gesteelde kelkvormige en schijfvormige vorm als ze oud zijn. De kleur is kaneel tot donker roodbruin. De tot 15 mm lange steel is aan de onderkant zwartbruin. Hun consistentie is wasachtig en broos en tegelijkertijd enigszins taai.
Microscopische kenmerken
De sporen zijn hyaliene, glad, ongesepteerd, elliptisch en 7-10,5 × 4-5 µm groot. De asci zijn cilindrisch en clavaat en meten 80 tot 120 × 6 tot 8 µm. De parafysen zijn slank en draderig en slechts iets verbreed aan de bovenkant. Microconidia worden meestal gevormd vóór de vorming van de ascosporen, maar hebben geen kiempore.

## Habitat
De soort groeit alleen op gemummificeerde gepelde eikels. Het is niet zeldzaam en vruchtlichamen groeien van augustus tot oktober. De schimmel groeit het liefst bij vochtig, koel weer. Besmetting vindt plaats op de grond via de ascosporen die in de herfst worden gevormd. Het mycelium komt de eikel binnen via zowel de punt als de basis. Het eerste symptoom is donkere vlekken op de buitenste zaadhuid en kleine oranjegele, donkergerande vlekken onder de zaadhuid. Na verloop van tijd worden de zaadlobben bruin en poreus en geven ze een onaangename rotgeur af. In het volgende najaar worden de vruchtlichamen gevormd op de inmiddels volledig zwarte, gemummificeerde eikel.

## Bestrijding
Als de veroorzaker van zwarte eikelrot, kan het, het bijna volledige verlies van eikelzaden veroorzaken. Als preventieve maatregel moet men zo vroeg mogelijk in de herfst beginnen met het verzamelen van de eikels, aangezien de infectie begint bij oudere eikels die op de grond liggen. Het is ook belangrijk te zorgen voor goede opslagomstandigheden bij opslag van zaad. Reeds geïnfecteerde zaden kunnen worden behandeld met heet water.

## Foto's

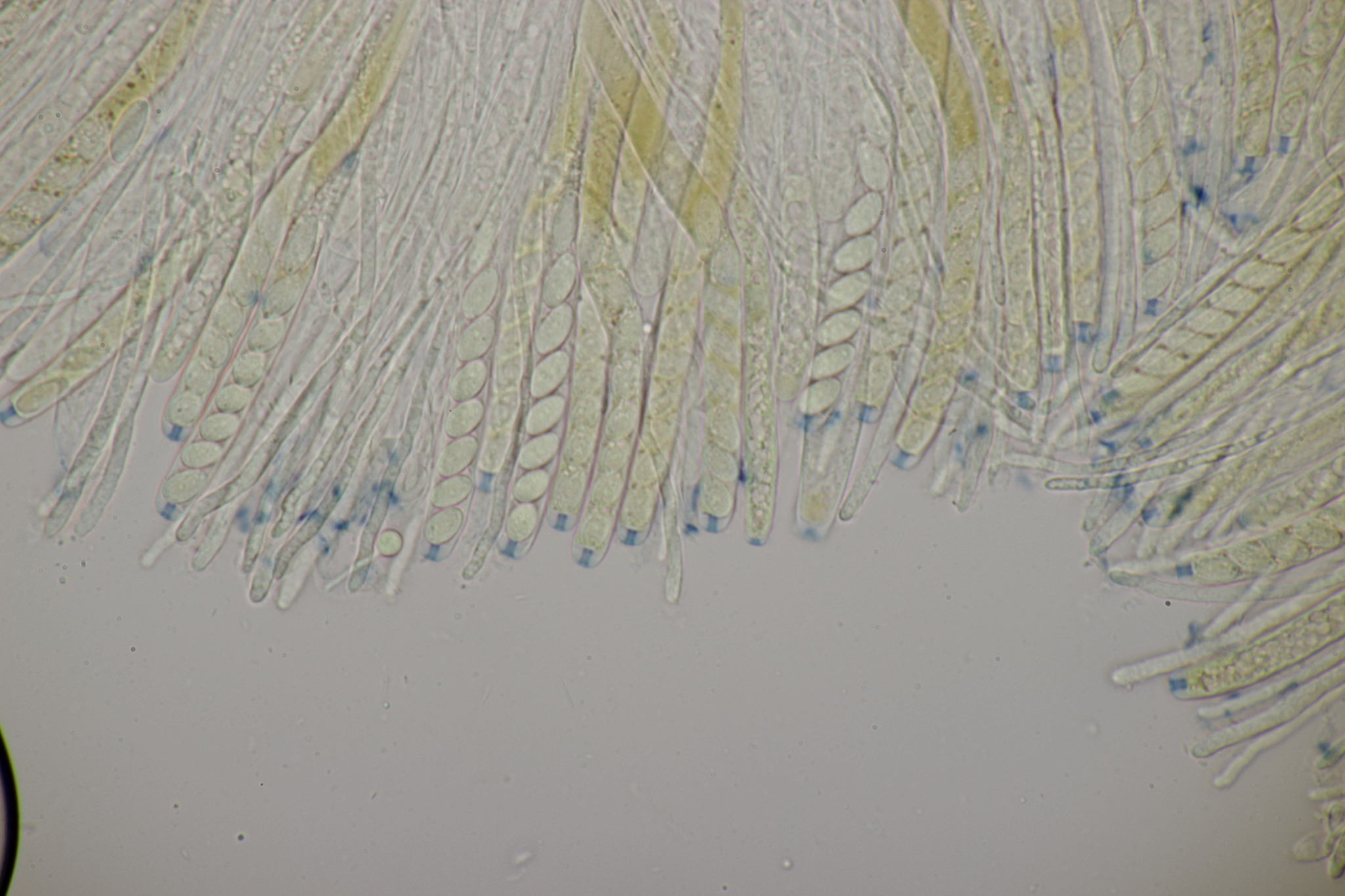
Asci met sporen
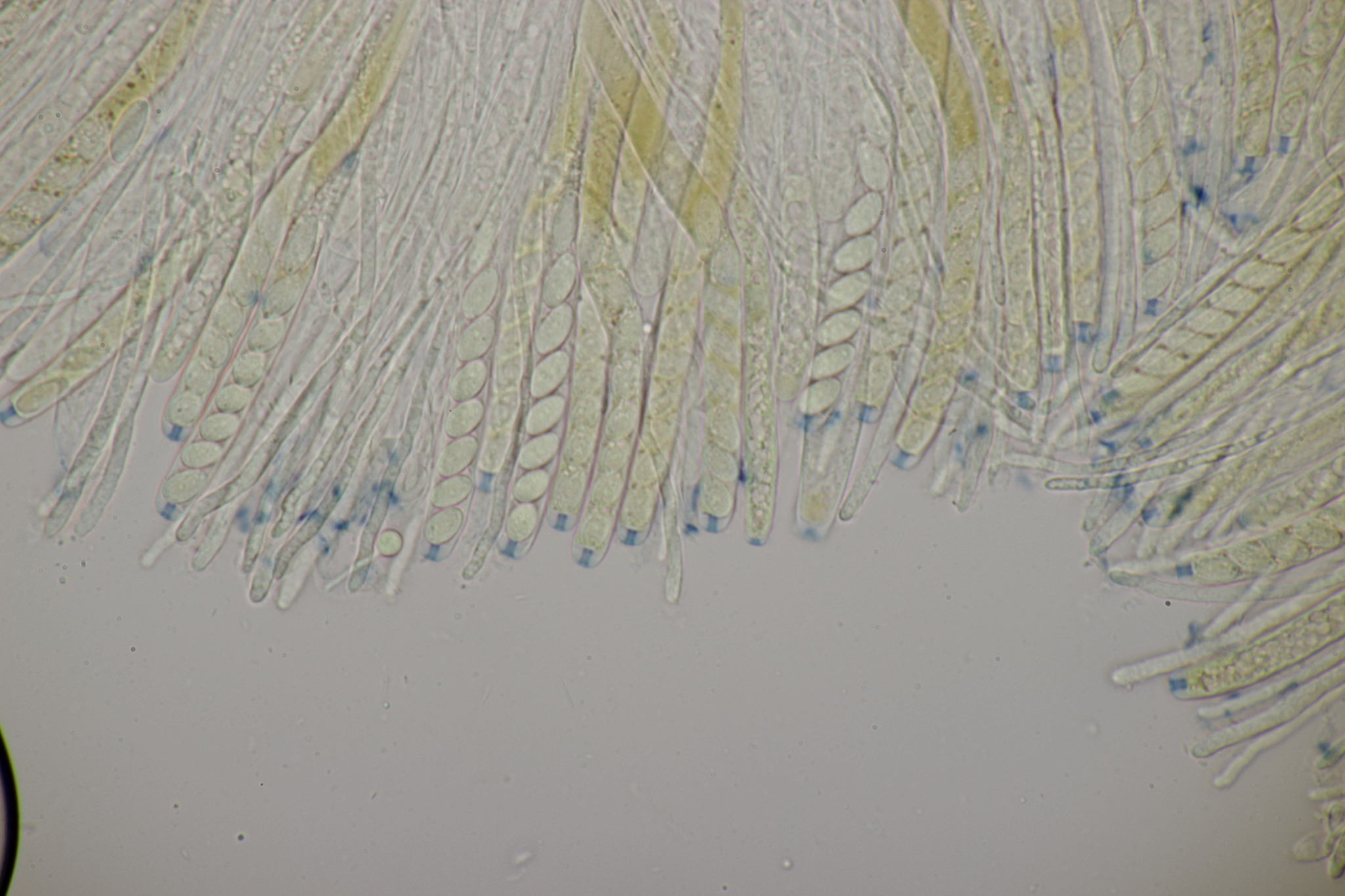
Asci met sporen